# Prästaskogens naturreservat, Laholms kommun
Prästaskogens naturreservat är ett naturreservat i Laholms kommun i Hallands län.
Området är naturskyddat sedan 2022 och är 39 hektar stort. Reservatet ligger norr om Knäred och består av gammal ekskog.